# Reflectorlamp
Een reflectorlamp is een bijzondere vorm van de gloeilamp of de halogeenlamp.
Een van de kanten van de behuizing van de lamp is reflecterend, zodat het licht dat die kant op wordt gestraald wordt weerkaatst. Bij reflectorlampen met een gloeidraad is vaak de voorzijde reflecterend, zodat het licht wordt weerkaatst richting de lampenkap. Dit zorgt voor indirect in plaats van direct licht, wat over het algemeen wordt ervaren als rustiger en prettiger.
Bij halogeen reflectorlampen is vaak de fittingkant reflecterend, zodat er een meer geconcentreerde lichtbundel ontstaat.
argandse lamp ·
booglamp ·
carbidlamp ·
CCFL ·
davylamp ·
EEFL ·
elektrodeloze lamp ·
elektronenflitser ·
filmzon ·
flitser ·
fluorescentielamp ·
gaslicht ·
gasontladingslamp ·
gloeilamp ·
halogeenlamp ·
hefnerlamp ·
hogehelderheidsled ·
jablochkoff-kaars ·
kaars ·
kalklicht · 
knijpkat ·
kwiklamp ·
lantaarn ·
ledlamp ·
menglichtlamp ·
metaalhalidelamp ·
natriumlamp ·
neonlamp ·
nernstlamp ·
olielamp ·
petroleumlamp ·
spaarlamp ·
tl-buis ·
xenonlamp ·
zaklantaarn